# Sukamaju (Talegong)
Sukamaju is een bestuurslaag in het regentschap Garut van de provincie West-Java, Indonesië. Sukamaju telt 5319 inwoners (volkstelling 2010).